# First Hour Quintet
First Hour Quintet (FHQ) ist ein Schlagwort der notfallmedizinischen Forschung, das im September 2002 auf einer Versammlung des European Resuscitation Council eingeführt wurde. Unter dieser Definition versteht man eine Gruppe von bedrohlichen Patientenzuständen, welche durch den zeitnahen Einsatz des Rettungsdienstes effektiv beeinflusst werden können.
Die einzelnen Komponenten sind:
1. Kreislaufstillstand
2. Brustschmerzen
3. Schlaganfall
4. Atemnot
5. schwere Verletzungen

Das FHQ wird für länderübergreifende Vergleiche der Rettungsdienste genutzt.